# Volta al País Basc 2016
La Volta al País Basc 2016 va ser la 56a edició de la Volta al País Basc. La cursa es disputà en sis etapes entre el 4 i el 9 d'abril de 2016, amb inici a Etxebarria i final a Eibar. Aquesta era la novena prova de l'UCI World Tour 2016.
La victòria final fou per l'espanyol Alberto Contador (Team Tinkoff) gràcies a la victòria en la darrera etapa, una contrarellotge individual, pels voltants d'Eibar de 16,5 quilòmetres, en què es pujava i baixava al santuari d'Arrate. L'acompanyaren al podi els colombians Sergio Henao (Team Sky) i Nairo Quintana (Movistar Team).
En les altres classificacions Henao guanyà la classificació per punts, l'italià Diego Rosa (Astana Qazaqstan Team) la classificació de la muntanya, mentre la classificació dels esprints va anar a parar a mans del francès Nicolas Edet (Cofidis) i el Team Sky va ser el millor equip.

## Equips participants
A la cursa hi prengueren part vint, els divuit amb llicència World Tour, i dos equips continentals professionals:
| Núm.  | Codi | Equip            |
| ----- | ---- | ---------------- |
| 1-8   | KAT  | Team Katusha     |
| 11-18 | SKY  | Team Sky         |
| 21-28 | MOV  | Movistar Team    |
| 31-38 | OGE  | Orica-GreenEDGE  |
| 41-48 | BMC  | BMC Racing Team  |
| 51-57 | TNK  | Team Tinkoff     |
| 61-68 | CPT  | Cannondale       |
| 71-78 | ALM  | AG2R La Mondiale |
| 81-88 | LTS  | Lotto Soudal     |
| 91-98 | FDJ  | FDJ              |

| Núm.    | Codi | Equip                  |
| ------- | ---- | ---------------------- |
| 101-108 | DDD  | Dimension Data         |
| 111-118 | LAM  | Lampre-Merida          |
| 121-128 | TFR  | Trek Factory Racing    |
| 131-138 | EQS  | Etixx-Quick Step       |
| 141-148 | IAM  | IAM Cycling            |
| 151-158 | AST  | Astana Qazaqstan Team  |
| 161-168 | TGA  | Team Giant-Alpecin     |
| 171-178 | TLJ  | Team LottoNL-Jumbo     |
| 181-188 | CJR  | Caja Rural-Seguros RGA |
| 191-198 | COF  | Cofidis                |

## Etapes
| Etapa    | Data     | Ciutats d'etapa             | type                      | Distància (km) | Vencedor de l'etapa      | Líder de la general      |
| -------- | -------- | --------------------------- | ------------------------- | -------------- | ------------------------ | ------------------------ |
| 1a etapa | 4 de abr | Etxebarria – Markina-Xemein | etapa de mitja muntanya   | 144            | Luis León Sánchez Gil    | Luis León Sánchez Gil    |
| 2a etapa | 5 de abr | Markina-Xemein – Amurrio    | etapa de mitja muntanya   | 174,3          | Mikel Landa Meana        | Mikel Landa Meana        |
| 3a etapa | 6 de abr | Vitòria – Lesaka            | etapa de mitja muntanya   | 193,5          | Steven Cummings          | Mikel Landa Meana        |
| 4a etapa | 7 de abr | Lesaka – Orio               | etapa de mitja muntanya   | 165            | Samuel Sánchez González  | Wilco Kelderman          |
| 5a etapa | 8 de abr | Orio – Arrate               | etapa de muntanya         | 159            | Diego Rosa               | Sergio Henao Montoya     |
| 6a etapa | 9 de abr | Eibar – Eibar               | contrarellotge individual | 16,5           | Alberto Contador Velasco | Alberto Contador Velasco |

### Etapa 1

Perfil de la 1a etapa

4 d'abril de 2016, Etxebarria - Markina-Xemein, 144 km
Amb inici a Etxebarria la primera etapa finalitza a la veïna vila de Markina-Xemein, en un recorregut de mitja muntanya i gairebé sense cap quilòmetre pla. Durant el recorregut es coronaran vuit ports de muntanya, 4 de tecera, 3 de segona i un de primera, l'alt d'Ixua (6,2 km al 7%), que corona a manca de 26 kilòmetres. El darrer port, de segona, es corona a tan solS 8 km de meta.
L'escapada del dia va estar formada per Gianluca Brambilla (Etixx-Quick Step), Marcel Wyss (IAM Cycling), Nicolas Edet (Cofidis) i Jonathan Lastra (Caja Rural-Seguros RGA). Aconseguiren un màxim avantatge de 3 minuts, però a manca de 40 quilòmetres el Team Tinkoff i l'Orica-GreenEDGE imprimiren un fort ritme al gran grup que acabà amb l'escapada. Edet fou el darrer supervivent dels escapats i fou superat en l'ascensió a l'alt d'Ixua per Dario Cataldo (Astana Qazaqstan Team). Alberto Contador (Team Tinkoff) atacà en els darrers metres d'ascensió, però no aconseguí sorprendre la resta de rivals. En la darrera ascensió foren Luis León Sánchez (Astana Qazaqstan Team) i Daniel Navarro (Cofidis) els que obriren un petit forat, cosa que els va permetre disputar-se la victòria d'etapa a l'esprint. Sánchez fou el més ràpid, amb el gran grup entrant amb el mateix temps.
|    | Ciclista                 | Equip                 | Temps      |
| -- | ------------------------ | --------------------- | ---------- |
| 1  | Luis León Sánchez (ESP)  | Astana Qazaqstan Team | 3h 54' 21" |
| 2  | Daniel Navarro (ESP)     | Cofidis               | m. t.      |
| 3  | Simon Gerrans (AUS)      | Orica-GreenEDGE       | m. t.      |
| 4  | Fabio Felline (ITA)      | Trek-Segafredo        | m. t.      |
| 5  | Simon Clarke (AUS)       | Cannondale            | m. t.      |
| 6  | Jan Bakelants (BEL)      | AG2R La Mondiale      | m. t.      |
| 7  | Daniel Martin (IRL)      | Etixx-Quick Step      | m. t.      |
| 8  | Warren Barguil (FRA)     | Team Giant-Alpecin    | m. t.      |
| 9  | Tony Gallopin (FRA)      | Lotto Soudal          | m. t.      |
| 10 | Sergey Chernetskiy (RUS) | Team Katusha          | m. t.      |

|    | Ciclista                 | Equip                 | Temps      |
| -- | ------------------------ | --------------------- | ---------- |
| 1  | Luis León Sánchez (ESP)  | Astana Qazaqstan Team | 3h 54' 21" |
| 2  | Daniel Navarro (ESP)     | Cofidis               | m. t.      |
| 3  | Simon Gerrans (AUS)      | Orica-GreenEDGE       | m. t.      |
| 4  | Fabio Felline (ITA)      | Trek-Segafredo        | m. t.      |
| 5  | Simon Clarke (AUS)       | Cannondale            | m. t.      |
| 6  | Jan Bakelants (BEL)      | AG2R La Mondiale      | m. t.      |
| 7  | Daniel Martin (IRL)      | Etixx-Quick Step      | m. t.      |
| 8  | Warren Barguil (FRA)     | Team Giant-Alpecin    | m. t.      |
| 9  | Tony Gallopin (FRA)      | Lotto Soudal          | m. t.      |
| 10 | Sergey Chernetskiy (RUS) | Team Katusha          | m. t.      |

### Etapa 2

Perfil de la 2a etapa

5 d'abril de 2016, Markina-Xemein - Baranbio-Garrastatxu (Amurrio), 174,2 km
Nova etapa de mitja muntanya, amb cinc ports puntuables: dos de tercera i tres de segona. Només començar hauran de superar el primer port de segona del dia (km 8). Després d'uns quilòmetres plans enllaçaran dos ports més, un de tercera i un de segona, que els conduirà a un altiplà. El descens conduirà el gran grup al primer pas per Amurrio, vila al voltant de la qual faran diversos tombs tot passant pel port de Mendeika (3a categoria) a manca de 47 km i tres metes volants. L'arribada es fa a l'inèdit alt de Garrastatxu, un mur de 2,7 km de llargada a una mitjana de l'11,7%.
|    | Ciclista                    | Equip              | Temps      |
| -- | --------------------------- | ------------------ | ---------- |
| 1  | Mikel Landa (ESP)           | Team Sky           | 4h 43' 17" |
| 2  | Wilco Kelderman (NED)       | Team LottoNL-Jumbo | + 1"       |
| 3  | Sergio Henao (COL)          | Team Sky           | + 5"       |
| 4  | Samuel Sánchez (ESP)        | BMC Racing Team    | + 9"       |
| 5  | Alberto Contador (ESP)      | Team Tinkoff       | + 11"      |
| 6  | Thibaut Pinot (FRA)         | FDJ                | + 13"      |
| 7  | Rui Costa (POR)             | Lampre-Merida      | + 15"      |
| 8  | Nairo Quintana (COL)        | Movistar Team      | + 15"      |
| 9  | Robert Gesink (NED)         | Team LottoNL-Jumbo | + 15"      |
| 10 | Sébastien Reichenbach (SUI) | FDJ                | + 15"      |

|    | Ciclista                    | Equip              | Temps      |
| -- | --------------------------- | ------------------ | ---------- |
| 1  | Mikel Landa (ESP)           | Team Sky           | 8h 37' 38" |
| 2  | Wilco Kelderman (NED)       | Team LottoNL-Jumbo | + 1"       |
| 3  | Sergio Henao (COL)          | Team Sky           | + 5"       |
| 4  | Samuel Sánchez (ESP)        | BMC Racing Team    | + 9"       |
| 5  | Alberto Contador (ESP)      | Team Tinkoff       | + 11"      |
| 6  | Thibaut Pinot (FRA)         | FDJ                | + 13"      |
| 7  | Rui Costa (POR)             | Lampre-Merida      | + 15"      |
| 8  | Nairo Quintana (COL)        | Movistar Team      | + 15"      |
| 9  | Robert Gesink (NED)         | Team LottoNL-Jumbo | + 15"      |
| 10 | Sébastien Reichenbach (SUI) | FDJ                | + 15"      |

### Etapa 3

Perfil de la 3a etapa

6 d'abril de 2016, Vitòria - Lesaka, 193,5 km
|    | Ciclista                 | Equip                  | Temps      |
| -- | ------------------------ | ---------------------- | ---------- |
| 1  | Steve Cummings (GBR)     | Dimension Data         | 5h 01' 57" |
| 2  | Simon Gerrans (AUS)      | Orica-GreenEDGE        | m. t.      |
| 3  | Fabio Felline (ITA)      | Trek-Segafredo         | m. t.      |
| 4  | Gianluca Brambilla (ITA) | Etixx-Quick Step       | m. t.      |
| 5  | Giovanni Visconti (ITA)  | Movistar Team          | m. t.      |
| 6  | Simon Clarke (AUS)       | Cannondale             | m. t.      |
| 7  | Tony Gallopin (FRA)      | Lotto Soudal           | m. t.      |
| 8  | Pello Bilbao (ESP)       | Caja Rural-Seguros RGA | m. t.      |
| 9  | Sergey Chernetskiy (RUS) | Team Katusha           | m. t.      |
| 10 | Sergio Henao (COL)       | Team Sky               | m. t.      |

|    | Ciclista                    | Equip              | Temps       |
| -- | --------------------------- | ------------------ | ----------- |
| 1  | Mikel Landa (ESP)           | Team Sky           | 13h 39' 35" |
| 2  | Wilco Kelderman (NED)       | Team LottoNL-Jumbo | + 1"        |
| 3  | Sergio Henao (COL)          | Team Sky           | + 5"        |
| 4  | Samuel Sánchez (ESP)        | BMC Racing Team    | + 9"        |
| 5  | Alberto Contador (ESP)      | Team Tinkoff       | + 11"       |
| 6  | Thibaut Pinot (FRA)         | FDJ                | + 13"       |
| 7  | Rui Costa (POR)             | Lampre-Merida      | + 15"       |
| 8  | Nairo Quintana (COL)        | Movistar Team      | + 15"       |
| 9  | Robert Gesink (NED)         | Team LottoNL-Jumbo | + 15"       |
| 10 | Sébastien Reichenbach (SUI) | FDJ                | + 15"       |

### Etapa 4

Perfil de la 4a etapa

7 d'abril de 2016, Lesaka - Orio, 165 km
|    | Ciclista                | Equip              | Temps      |
| -- | ----------------------- | ------------------ | ---------- |
| 1  | Samuel Sánchez (ESP)    | BMC Racing Team    | 4h 13' 12" |
| 2  | Rui Costa (POR)         | Lampre-Merida      | m. t.      |
| 3  | Warren Barguil (FRA)    | Team Giant-Alpecin | m. t.      |
| 4  | Alexis Vuillermoz (FRA) | AG2R La Mondiale   | m. t.      |
| 5  | Sergio Henao (COL)      | Team Sky           | m. t.      |
| 6  | Nairo Quintana (COL)    | Movistar Team      | m. t.      |
| 7  | Alberto Contador (ESP)  | Team Tinkoff       | m. t.      |
| 8  | Wilco Kelderman (NED)   | Team LottoNL-Jumbo | m. t.      |
| 9  | Lawson Craddock (USA)   | Cannondale         | m. t.      |
| 10 | Joaquim Rodríguez (CAT) | Team Katusha       | m. t.      |

|    | Ciclista                    | Equip              | Temps       |
| -- | --------------------------- | ------------------ | ----------- |
| 1  | Wilco Kelderman (NED)       | Team LottoNL-Jumbo | 17h 52' 48" |
| 2  | Sergio Henao (COL)          | Team Sky           | + 4"        |
| 3  | Mikel Landa (ESP)           | Team Sky           | + 7"        |
| 4  | Samuel Sánchez (ESP)        | BMC Racing Team    | + 7"        |
| 5  | Alberto Contador (ESP)      | Team Tinkoff       | + 10"       |
| 6  | Thibaut Pinot (FRA)         | FDJ                | + 12"       |
| 7  | Rui Costa (POR)             | Lampre-Merida      | + 14"       |
| 8  | Nairo Quintana (COL)        | Movistar Team      | + 14"       |
| 9  | Robert Gesink (NED)         | Team LottoNL-Jumbo | + 14"       |
| 10 | Sébastien Reichenbach (SUI) | FDJ                | + 14"       |

### Etapa 5
8 d'abril de 2016, Orio - Arrate, 159 km
|    | Ciclista                | Equip                 | Temps      |
| -- | ----------------------- | --------------------- | ---------- |
| 1  | Diego Rosa (ITA)        | Astana Qazaqstan Team | 4h 19' 19" |
| 2  | Sergio Henao (COL)      | Team Sky              | + 3' 13"   |
| 3  | Alberto Contador (ESP)  | Team Tinkoff          | + 3' 13"   |
| 4  | Joaquim Rodríguez (CAT) | Team Katusha          | + 3' 15"   |
| 5  | Thibaut Pinot (FRA)     | FDJ                   | + 3' 15"   |
| 6  | Samuel Sánchez (ESP)    | BMC Racing Team       | + 3' 40"   |
| 7  | Nairo Quintana (COL)    | Movistar Team         | + 3' 41"   |
| 8  | Lawson Craddock (USA)   | Cannondale            | + 3' 46"   |
| 9  | Rui Costa (POR)         | Lampre-Merida         | + 4' 12"   |
| 10 | Serge Pauwels (BEL)     | Dimension Data        | + 4' 12"   |

|    | Ciclista                    | Equip              | Temps       |
| -- | --------------------------- | ------------------ | ----------- |
| 1  | Sergio Henao (COL)          | Team Sky           | 22h 15' 24" |
| 2  | Alberto Contador (ESP)      | Team Sky           | + 6"        |
| 3  | Thibaut Pinot (FRA)         | FDJ                | + 10"       |
| 4  | Joaquim Rodríguez (CAT)     | Team Katusha       | + 12"       |
| 5  | Samuel Sánchez (ESP)        | BMC Racing Team    | + 31"       |
| 6  | Nairo Quintana (COL)        | Movistar Team      | + 38"       |
| 7  | Lawson Craddock (USA)       | Cannondale         | + 1' 00"    |
| 8  | Wilco Kelderman (NED)       | Team LottoNL-Jumbo | + 1' 07"    |
| 9  | Rui Costa (POR)             | Lampre-Merida      | + 1' 09"    |
| 10 | Sébastien Reichenbach (SUI) | FDJ                | + 1' 11"    |

### Etapa 6
9 d'abril de 2016, Eibar - Eibar, 16,5 km (contrarellotge individual)
|    | Ciclista                 | Equip                  | Temps    |
| -- | ------------------------ | ---------------------- | -------- |
| 1  | Alberto Contador (ESP)   | Team Tinkoff           | 29' 13"  |
| 2  | Nairo Quintana (COL)     | Movistar Team          | + 5"     |
| 3  | Sergio Henao (COL)       | Team Sky               | + 18"    |
| 4  | Adam Yates (GBR)         | Orica-GreenEDGE        | + 53"    |
| 5  | Samuel Sánchez (ESP)     | BMC Racing Team        | + 1' 04" |
| 6  | Thibaut Pinot (FRA)      | FDJ                    | + 1' 09" |
| 7  | Rui Costa (POR)          | Lampre-Merida          | + 1' 16" |
| 8  | Joaquim Rodríguez (CAT)  | Team Katusha           | + 1' 16" |
| 9  | Miguel Ángel López (COL) | Astana Qazaqstan Team  | + 1' 21" |
| 10 | Peio Bilbao (ESP)        | Caja Rural-Seguros RGA | + 1' 26" |

|    | Ciclista                | Equip              | Temps       |
| -- | ----------------------- | ------------------ | ----------- |
| 1  | Alberto Contador (ESP)  | Team Tinkoff       | 22h 44' 43" |
| 2  | Sergio Henao (COL)      | Team Sky           | + 12"       |
| 3  | Nairo Quintana (COL)    | Movistar Team      | + 37"       |
| 4  | Thibaut Pinot (FRA)     | FDJ                | + 1' 13"    |
| 5  | Joaquim Rodríguez (CAT) | Team Katusha       | + 1' 22"    |
| 6  | Samuel Sanchez (ESP)    | BMC Racing Team    | + 1' 29"    |
| 7  | Rui Costa (POR)         | Lampre-Merida      | + 2' 19"    |
| 8  | Simon Špilak (SLO)      | Team Katusha       | + 2' 47"    |
| 9  | Lawson Craddock (USA)   | Cannondale         | + 2' 52"    |
| 10 | Wilco Kelderman (NED)   | Team LottoNL-Jumbo | + 3' 14"    |

## Classificacions finals

### Classificació general
|    | Ciclista                | Equip              | Temps       |
| -- | ----------------------- | ------------------ | ----------- |
| 1  | Alberto Contador (ESP)  | Team Tinkoff       | 22h 44' 43" |
| 2  | Sergio Henao (COL)      | Team Sky           | + 12"       |
| 3  | Nairo Quintana (COL)    | Movistar Team      | + 37"       |
| 4  | Thibaut Pinot (FRA)     | FDJ                | + 1' 13"    |
| 5  | Joaquim Rodríguez (CAT) | Team Katusha       | + 1' 22"    |
| 6  | Samuel Sanchez (ESP)    | BMC Racing Team    | + 1' 29"    |
| 7  | Rui Costa (POR)         | Lampre-Merida      | + 2' 19"    |
| 8  | Simon Špilak (SLO)      | Team Katusha       | + 2' 47"    |
| 9  | Lawson Craddock (USA)   | Cannondale         | + 2' 52"    |
| 10 | Wilco Kelderman (NED)   | Team LottoNL-Jumbo | + 3' 14"    |

### Classificacions secundàries
|   | Ciclista               | Equip           | Punts |
| - | ---------------------- | --------------- | ----- |
| 1 | Sergio Henao (COL)     | Team Sky        | 70    |
| 2 | Alberto Contador (ESP) | Team Tinkoff    | 62    |
| 3 | Samuel Sánchez (ESP)   | BMC Racing Team | 61    |

|   | Ciclista            | Equip                 | Punts |
| - | ------------------- | --------------------- | ----- |
| 1 | Diego Rosa (ITA)    | Astana Qazaqstan Team | 55    |
| 2 | Stefan Denifl (AUT) | IAM Cycling           | 53    |
| 3 | Nicolas Edet (FRA)  | Cofidis               | 28    |

|   | Ciclista            | Equip                 | Punts |
| - | ------------------- | --------------------- | ----- |
| 1 | Nicolas Edet (FRA)  | Cofidis               | 11    |
| 2 | Diego Rosa (ITA)    | Astana Qazaqstan Team | 9     |
| 3 | Stefan Denifl (AUT) | IAM Cycling           | 9     |

|   | Equip                 | País       | Temps       |
| - | --------------------- | ---------- | ----------- |
| 1 | Team Sky              | Regne Unit | 68h 26' 46" |
| 2 | Astana Qazaqstan Team | Kazakhstan | 6' 10"      |
| 3 | Team Katusha          | Rússia     | 6' 35"      |

### UCI World Tour
La Volta al País Basc atorga punts per l'UCI World Tour 2016 sols als ciclistes dels equips de categoria ProTeam.
| Posició               | 1r  | 2n | 3r | 4t | 5è | 6è | 7è | 8è | 9è | 10è |
| Classificació general | 100 | 80 | 70 | 60 | 50 | 40 | 30 | 20 | 10 | 4   |
| Per etapa             | 6   | 4  | 2  | 1  | 1  |    |    |    |    |     |

| #  | Ciclista                | Equip              | Punts |
| -- | ----------------------- | ------------------ | ----- |
| 1  | Alberto Contador (ESP)  | Team Tinkoff       | 109   |
| 2  | Sergio Henao (COL)      | Team Sky           | 89    |
| 3  | Nairo Quintana (COL)    | Movistar Team      | 74    |
| 4  | Thibaut Pinot (FRA)     | FDJ                | 61    |
| 5  | Joaquim Rodríguez (CAT) | Team Katusha       | 51    |
| 6  | Samuel Sanchez (ESP)    | BMC Racing Team    | 48    |
| 7  | Rui Costa (POR)         | Lampre-Merida      | 34    |
| 8  | Simon Špilak (SLO)      | Team Katusha       | 20    |
| 9  | Lawson Craddock (USA)   | Cannondale         | 10    |
| 10 | Wilco Kelderman (NED)   | Team LottoNL-Jumbo | 8     |

## Evolució de les classificacions
| Etapa | Vencedor          | Classificació general | Classificació per punts | Classificació de la muntanya | Classificació de les metes volants | Classificació per equips |
| ----- | ----------------- | --------------------- | ----------------------- | ---------------------------- | ---------------------------------- | ------------------------ |
| 1     | Luis León Sánchez | Luis León Sánchez     | Luis León Sánchez       | Jonathan Lastra              | Nicolas Edet                       | AG2R La Mondiale         |
| 2     | Mikel Landa       | Mikel Landa           | Mikel Landa             | Nicolas Edet                 | Nicolas Edet                       | Team Sky                 |
| 3     | Steve Cummings    | Mikel Landa           | Simon Gerrans           | Stefan Denifl                | Stefan Denifl                      | Team Sky                 |
| 4     | Samuel Sánchez    | Wilco Kelderman       | Samuel Sánchez          | Stefan Denifl                | Stefan Denifl                      | Team Katusha             |
| 5     | Diego Rosa        | Sergio Henao          | Sergio Henao            | Diego Rosa                   | Nicolas Edet                       | Team Sky                 |
| 6     | Alberto Contador  | Alberto Contador      | Sergio Henao            | Diego Rosa                   | Nicolas Edet                       | Team Sky                 |
| Final | Final             | Alberto Contador      | Sergio Henao            | Diego Rosa                   | Nicolas Edet                       | Team Sky                 |